# Threes Ahrens
Threes (Theresia Maria) Ahrens, ook bekend onder de naam Threes van Hooff (Dronrijp, 6 januari 1919 - Vught, 11 maart 2004) was een aquarellist die van 1945 tot 1947 studeerde aan de academie in Groningen. Vanaf 1948 woonde en werkte ze in Vught.

## Leven en werken
Ahrens was de dochter van Lolkje Langhout (1890-1981) en de aannemer Herman Ahrens (1887-1940) en groeide op in het aannemersgezin in het Friese Dronrijp. Van 1945 tot 1947 volgde ze lessen tekenen en kunstnijverheid aan het Nijverheidsonderwijs (later Academie Minerva) in Groningen. Na haar huwelijk met de schilder Wim van Hooff (1918-2002) verhuisde ze naar Vught waar ze begon te schilderen met Mieke Burgers-Witteveen. Ze gaf de voorkeur aan bloemen en stillevens en ontwikkelde een losse soms bijna abstracte, aquarelleertechniek. Gedurende haar leven exposeerde ze veelvuldig in het zuiden van Nederland. 
In de jaren zeventig volgde ze lessen aan de Koninklijke Academie voor Kunst en Vormgeving in Den Bosch en van 1982 tot 1990 was ze zelf docent aan de Vereniging ter bevordering van beeldende kunsten, s’-Hertogenbosch, het Bossche Palet.

## Tentoonstellingen
- 1973 Samen met Wim van Hooff, Tentoonstellingszaal Gemeente Vught
- 1975 Samen met Wim van Hooff, Oisterwijk
- 1977 Galerie De Hazelaar, Schijndel/Boxtel
- 1978 Groepstentoonstelling “Vughtse Kunstenaars”, Tentoonstellingszaal Gemeente Vught
- 1980 Groepstentoonstelling kunstenaars regio Den Bosch, Kruithuis Den Bosch
- 1980 Samen met Mieke Burgers-Witteveen en Gonny Spierings-Mens, Galerie Sonneborn, Den Bosch
- 1981 Groepstentoonstelling “Brabanders ‘81”, Galerie De Hazelaar Boxtel
- 1984 Samen met Wim van Hooff, VVV Galerie, Nijmegen
- 1988 Galerie Panacea, Vught
- 1992 Galerie Panacea, Vught
- 1998 4e Internationaal Aquarelfestival, Mol, België
- 2000 Theater De Speeldoos, Vught
- 2007 Retrospectief, samen met Wim van Hooff, Vughts Museum, Vught